# Dark Metal
Dark Metal je první studiové album německé metalové kapely Bethlehem. Bylo vydáno v srpnu 1994 francouzským hudebním vydavatelstvím Adipocere Records. Vyšlo i v dalších reedicích s bonusovými skladbami.
Album de facto definovalo subžánr zvaný dark metal, který vyjadřuje temné, pochmurné až negativní záležitosti: smrt, sebevraždu, deprese, degeneraci, prázdnotu, samotu, noční můry atd.

## Seznam skladeb
1. The Eleventh Commandment  – 05:11
2. Apocalyptic Dance  – 11:01
3. Second Coming  – 06:03
4. Vargtimmen – 03:46
5. 3rd Nocturnal Prayer  – 09:00
6. Funereal Owlblood  – 06:53
7. Veiled Irreligion – 05:27
8. Gepriesen sei der Untergang – 05:30

bonusové skladby z EP Thy Pale Dominion
09. Supplementary Exegesis – 08:25
10. Wintermute – 08:12

## Sestava
- Jürgen Bartsch – baskytara, klávesy
- Andreas Classen – vokály, klávesy
- Klaus Matton – kytara
- Chris Steinhoff – bicí